# Álgebra multilinear
Em matemática, álgebra multilinear amplia os métodos da álgebra linear. Assim como a álgebra linear é construída sob o conceito de um vetor e desenvolve a teoria  de espaços vetoriais, a álgebra multilinear baseia-se no conceito de um tensor e desenvolve a teoria de espaços tensoriais.

## Aplicações Multilineares

### Definição
Sejam {\displaystyle V_{1},\cdots ,V_{k},W} espaços vetoriais sobre um corpo {\displaystyle \mathbb {K} }. Uma aplicação {\displaystyle f:V_{1}\times \cdots \times V_{k}\to W} é dita multilinear (ou k-linear) se ela é linear em cada uma de suas componentes, isto é, se para todos {\displaystyle v_{1}\in V_{1},\cdots ,v_{i},v_{i}'\in V_{i},\cdots ,v_{k}\in V_{k}} e {\displaystyle \alpha \in \mathbb {K} }, valem
É comum encontrar a definição trabalhando sobre {\displaystyle R}-módulos, em que {\displaystyle R} é um anel comutativo com unidade, ao invés de sobre um corpo {\displaystyle \mathbb {K} }. Neste caso a definição é exatamente a mesma.

### Exemplos
1. Toda transformação linear é um caso particular de uma aplicação 1-linear. Qualquer aplicação {\displaystyle f:V_{1}\times \cdots \times V_{k}\to W} nula, para quaisquer espaços {\displaystyle V_{1},\cdots ,V_{k},W} (sobre um mesmo corpo) é k-linear.
2. Seja {\displaystyle \mathbb {K} } um corpo qualquer e {\displaystyle m} um inteiro positivo qualquer. {\displaystyle \mathbb {K} } admite uma estrutura de espaço vetorial sobre ele mesmo. Defina {\displaystyle f:\mathbb {K} \times \cdots \times \mathbb {K} \to \mathbb {K} } por {\displaystyle f(x_{1},\cdots ,x_{m})=x_{1}\cdots x_{m}} o produto dos elementos {\displaystyle x_{1},\cdots ,x_{m}}. É fácil verificar que esta aplicação é m-linear.
3. Mais geralmente, seja {\displaystyle V} um espaço vetorial sobre {\displaystyle \mathbb {K} } (não necessariamente de dimensão finita) e fixe {\displaystyle f_{1},\cdots ,f_{m}\in V^{\ast }} funcionais lineares quaisquer. Então a aplicação {\displaystyle F:V\times \cdots \times V\to \mathbb {K} }, definida por {\displaystyle F(v_{1},\cdots ,v_{n})=f_{1}(v_{1})\cdots f_{n}(v_{n})} é n-linear, como pode ser verificado facilmente.
4. Sejam {\displaystyle n,m} inteiros positivos. Os conjuntos {\displaystyle \mathbb {M} _{n}(\mathbb {K} )} e {\displaystyle \mathbb {M} _{m}(\mathbb {K} )}, de todas as matrizes {\displaystyle n\times n} e {\displaystyle m\times m}, respectivamente, sobre o corpo {\displaystyle \mathbb {K} }, formam um {\displaystyle \mathbb {K} }-espaço vetorial. Fixe uma matriz {\displaystyle A}, {\displaystyle n\times m} com coeficientes em {\displaystyle \mathbb {K} }, e defina a aplicação {\displaystyle f:\mathbb {M} _{n}(\mathbb {K} )\times \mathbb {M} _{m}(\mathbb {K} )\to \mathbb {M} _{nm}(\mathbb {K} )} por {\displaystyle f(X,Y)=XAY} das propriedades de produto (usual) de matrizes (herdadas da estrutura de {\displaystyle \mathbb {K} }), segue que {\displaystyle f} é uma aplicação 2-linear (ou bilinear).
5. Considere o espaço {\displaystyle \mathbb {K} ^{n}}. Se {\displaystyle \alpha _{1}=(a_{11},\cdots ,a_{1n}),\cdots ,\alpha _{n}=(a_{n1},\cdots ,a_{nn})\in \mathbb {K} ^{n}} são vetores (representados na base canônica), então a aplicação {\displaystyle f:\mathbb {K} ^{n}\times \cdots \times \mathbb {K} ^{n}\to \mathbb {K} }, definida por {\displaystyle f(\alpha _{1},\cdots ,\alpha _{n})=\det \left({\begin{array}{ccc}a_{11}&\cdots &a_{nn}\\\vdots &&\vdots \\a_{n1}&\cdots &a_{nn}\end{array}}\right)} é n-linear, como pode ser verificado das propriedades clássicas de determinante. Este exemplo é importante porque é, em certo sentido, a única aplicação multilinear alternada.
6. Este é um importante exemplo. Sejam {\displaystyle V_{1},\cdots ,V_{k},W} {\displaystyle \mathbb {K} }-espaços vetoriais, {\displaystyle f,g:V_{1}\times \cdots \times V_{k}\to W} k-lineares e {\displaystyle \alpha \in \mathbb {K} }. É fácil verificar que as aplicações {\displaystyle f+g} e {\displaystyle \alpha f}, definidas por{\displaystyle (f+g)(v_{1},\cdots ,v_{k})=f(v_{1},\cdots ,v_{k})+g(v_{1},\cdots ,v_{k})}{\displaystyle (\alpha f)(v_{1},\cdots ,v_{k})=\alpha f(v_{1},\cdots ,v_{k})} são k-lineares. Este exemplo mostra que o espaço de todas as aplicações k-lineares de {\displaystyle V_{1}\times \cdots \times V_{k}} para {\displaystyle W} é um subespaço vetorial, do espaço de todas as aplicações nestes domínio e contradomínio. Costuma-se denotar este espaço por {\displaystyle {\mathcal {L}}(V_{1},\cdots ,V_{k};W)}; quando temos um mesmo  espaço {\displaystyle V} repetido k vezes, denota-se simplesmente por {\displaystyle {\mathcal {L}}_{k}(V;W)}; e quando o contradomínio é o corpo de escalares, denota-se simplesmente por {\displaystyle {\mathcal {L}}(V_{1},\cdots ,V_{k})} ou {\displaystyle {\mathcal {L}}_{k}(V)}.

Obs.: Todos os exemplos acima ainda valem, trocando "{\displaystyle \mathbb {K} }-espaço vetorial" por "{\displaystyle R}-módulo" e "corpo {\displaystyle \mathbb {K} }" por "anel comutativo com unidade {\displaystyle R}", e a verificação da multilinearidade é exatamente a mesma em ambos os casos.

### Construção Universal
Obs.: Tudo o que será feito adiante ainda valerá trocando os nomes "{\displaystyle \mathbb {K} }-espaço vetorial" por "{\displaystyle R}-módulo" e "corpo {\displaystyle \mathbb {K} }" por "anel comutativo com unidade {\displaystyle R}". Isto se deve ao fato de todas as propriedades utilizadas dos espaços vetoriais serem exigidos nos R-módulos (os espaços vetoriais são um caso particular de módulo - módulos sobre corpos). Uma propriedade que um espaço vetorial carrega e um R-módulo geral não é a divisão por escalar não nulo, isto é, num corpo qualquer sempre podemos dividir por qualquer elemento não nulo, mas num anel comutativo com unidade geral não. Por exemplo em {\displaystyle \mathbb {Z} }, nem sempre podemos dividir por {\displaystyle 2}.
Considere o seguinte enunciado universal: "dados {\displaystyle V_{1},\cdots ,V_{k}} espaços vetoriais sobre {\displaystyle \mathbb {K} }, existe um par {\displaystyle (\phi ,M)}, em que {\displaystyle M} é um {\displaystyle \mathbb {K} }-espaço vetorial e {\displaystyle \phi :V_{1}\times \cdots \times V_{k}\to M} é k-linear, tal que, dada qualquer {\displaystyle f:V_{1}\times \cdots \times V_{k}\to N} k-linear, existe única {\displaystyle h:M\to N} linear satisfazendo {\displaystyle f=h\circ \phi }."

O par {\displaystyle (\phi ,M)} "transforma" qualquer aplicação k-linear em uma aplicação linear. A construção do par {\displaystyle (\phi ,M)} pode ser feita da seguinte maneira:
Chame de {\displaystyle V} ao espaço vetorial formal gerado pelos elementos {\displaystyle V_{1}\times \cdots \times V_{k}} sobre o corpo {\displaystyle \mathbb {K} }, isto é, os elementos de {\displaystyle V} são somas finitas de elementos da forma {\displaystyle \alpha \cdot (v_{1},\cdots ,v_{k})}, em que {\displaystyle \alpha \in \mathbb {K} } e {\displaystyle (v_{1},\cdots ,v_{k})\in V_{1}\times \cdots \times V_{k}}, ou seja, o produto de um elemento do corpo com um elemento de {\displaystyle V_{1}\times \cdots \times V_{k}}. Por exemplo, em {\displaystyle V}, {\displaystyle 1\cdot (v_{1},0,\cdots ,0)+1\cdot (v_{1}',0,\cdots ,0),1\cdot (v_{1}+v_{1}',0,\cdots ,0)} e {\displaystyle 1\cdot (2v_{1},0,\cdots ,0),2\cdot (v_{1},0,\cdots ,0)} são elementos distintos em {\displaystyle V}. No primeiro par, o primeiro elemento é a soma formal de dois elementos do produto {\displaystyle V_{1}\times \cdots \times V_{k}} e o segundo elemento é um único elemento em {\displaystyle V_{1}\times \cdots \times V_{k}}, e são totalmente diferentes. No segundo par, o primeiro elemento é 1 multiplicado por um elemento, e o segundo, é 2 multiplicado por um outro elemento, e são totalmente diferentes.

Considere o subespaço {\displaystyle W<V} gerado pelos seguintes elementos:
{\displaystyle (v_{1},\cdots ,v_{i},\cdots ,v_{k})+(v_{1},\cdots ,v_{i}',\cdots ,v_{k})-(v_{1},\cdots ,v_{i}+v_{i}',\cdots ,v_{k})}

{\displaystyle (v_{1},\cdots ,\alpha v_{i},\cdots ,v_{k})-\alpha (v_{1},\cdots ,v_{i},\cdots ,v_{k})}
em que variam {\displaystyle \alpha \in \mathbb {K} } e {\displaystyle v_{1}\in V_{1},\cdots ,v_{i},v_{i}'\in V_{i},\cdots ,v_{k}\in V_{k}}. Defina o espaço quociente {\displaystyle M=V/W} e a aplicação {\displaystyle \phi :V_{1}\times \cdots \times V_{k}\to M} de forma canônica. Por construção teremos {\displaystyle \phi } k-linear, e afirmamos que o par {\displaystyle (\phi ,M)} é o par que resolve o enunciado universal.
De fato, seja {\displaystyle f:V_{1}\times \cdots \times V_{k}\to N} k-linear qualquer. Defina a aplicação {\displaystyle h:M\to N}, em que se {\displaystyle (v_{1},\cdots ,v_{k})\in V_{1}\times \cdots \times V_{k}}, então {\displaystyle h{\overline {(v_{1},\cdots ,v_{k})}}=f(v_{1},\cdots ,v_{k})}. Assim sendo, {\displaystyle h} pode ser estendida por linearidade sobre {\displaystyle U}, e então, definida unicamente em {\displaystyle M}. Note que por {\displaystyle f} ser k-linear, {\displaystyle h} está bem definida. Por construção temos {\displaystyle f=h\circ \phi }. Além disso, suponha {\displaystyle h'} também satisfazendo {\displaystyle f=h'\circ \phi }. Então, em particular, {\displaystyle h,h'} coincidem em todos os elementos {\displaystyle {\overline {(v_{1},\cdots ,v_{k})}}\in M}, e então, {\displaystyle h=h'}. Isso conclui a construção.
Desta construção, temos que o par {\displaystyle (\phi ,M)} é único. De fato, se {\displaystyle (\phi ',M')} é outro par que satisfaz o enunciado universal, então, por {\displaystyle \phi ':V_{1}\times \cdots \times V_{k}\to M'} ser k-linear, existe {\displaystyle h:M\to M'} linear tal que {\displaystyle \phi '=h\circ \phi }. Do mesmo modo, existe {\displaystyle h':M'\to M} linear tal que {\displaystyle \phi =h'\circ \phi '}. Destas relações, segue que {\displaystyle h\circ h'\circ \phi '=\phi '=1_{M'}\circ \phi '}, em que {\displaystyle 1_{M'}} é a identidade em {\displaystyle M'}. Pela unicidade de {\displaystyle 1_{M'}} (pois deve existir uma única aplicação linear {\displaystyle 1_{M'}:M'\to M'} tal que {\displaystyle \phi '=1_{M'}\circ \phi '}), teremos necessariamente {\displaystyle 1_{M'}=h\circ h'}. Da mesma forma teremos {\displaystyle 1_{M}=h'\circ h}, de onde se conclui que {\displaystyle h} é um isomorfimos com inversa {\displaystyle h'}. Daí {\displaystyle M} e {\displaystyle M'} são isomorfos, e tem-se a unicidade.

## Produto tensorial
Existem muitas maneiras (equivalentes) de definir "produto tensorial". Apresentaremos alguns. Como de costume, tudo o que for feito poderá ser repetido trocando os termos "{\displaystyle \mathbb {K} }-espaço vetorial" por "{\displaystyle R}-módulo" e "corpo {\displaystyle \mathbb {K} }" por "anel comutativo com unidade {\displaystyle R}". A única exceção é quando fizermos referência à base de espaço vetorial, pois devemos exigir "anel comutativo com unidade livre".

### Construção universal
Sejam {\displaystyle V_{1},\cdots ,V_{k}} espaços vetoriais sobre um corpo {\displaystyle \mathbb {K} }. Considere o (único) par {\displaystyle (\phi ,M)} que resolve o enunciado universal acima. O produto tensorial de {\displaystyle V_{1},\cdots ,V_{k}} é definido como o espaço vetorial {\displaystyle M}, e é denotado por {\displaystyle V_{1}\otimes \cdots \otimes V_{k}}. Se {\displaystyle v_{1}\in V_{1},\cdots ,v_{k}\in V_{k}}, então denota-se {\displaystyle \phi (v_{1},\cdots ,v_{k})} por {\displaystyle v_{1}\otimes \cdots \otimes v_{k}}
Proposição:
Seguindo a notação acima, os elementos {\displaystyle \phi (v_{1},\cdots ,v_{k})=v_{1}\otimes \cdots \otimes v_{k}} geram o espaço {\displaystyle M=V_{1}\otimes \cdots \otimes V_{k}}, variando os elementos {\displaystyle v_{1}\in V_{1},\cdots ,v_{k}\in V_{k}}

Demonstração:
Chame de {\displaystyle N} o subespaço de {\displaystyle M} gerado pelos elementos {\displaystyle v_{1}\otimes \cdots \otimes v_{k}}, como no enunciado, e considere o espaço quociente {\displaystyle W=M/N}. Isto induz uma aplicação multilinear {\displaystyle \pi :V_{1}\otimes \cdots \otimes V_{k}\to W} (a projeção natural), e considere a aplicação nula {\displaystyle g:V_{1}\otimes \cdots \otimes V_{k}\to W}. Note que {\displaystyle \pi \circ \phi =g\circ \phi }, e por construção de {\displaystyle M}, necessariamente {\displaystyle \pi =g}, donde se conclui a afirmação.
Corolário:
Se {\displaystyle u_{1}^{i},\cdots ,u_{m_{i}}^{i}} formam uma base para {\displaystyle V_{i}}, {\displaystyle i=1,\cdots ,k}, então os elementos {\displaystyle u_{i_{1}}^{1}\otimes \cdots \otimes u_{i_{k}}^{k}} geram {\displaystyle V_{1}\otimes \cdots \otimes V_{k}}, para {\displaystyle i_{1}=1,\cdots ,m_{k},\cdots ,i_{k}=1,\cdots ,m_{k}}.

### Construção Concreta
Sejam {\displaystyle V_{1},\cdots ,V_{k}} {\displaystyle \mathbb {K} }-espaços vetoriais e considere {\displaystyle V_{1}^{\ast },\cdots ,V_{k}^{\ast }} os seus duais algébricos. O produto tensorial de {\displaystyle V_{1}^{\ast },\cdots ,V_{k}^{\ast }}, denotado por {\displaystyle V_{1}^{\ast }\otimes \cdots \otimes V_{k}^{\ast }}, é o {\displaystyle \mathbb {K} }-espaço vetorial gerado pelos elementos {\displaystyle f_{1}\cdots f_{k}} (produto de funções), em que se variam {\displaystyle f_{1}\in V_{1}^{\ast },\cdots ,f_{k}\in V_{k}^{\ast }}.